# Miroslav Volf

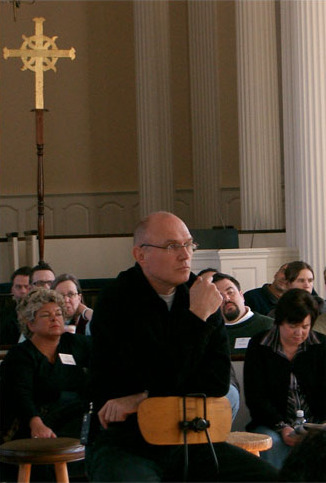
Miroslav Volf, Yale Theological Conversation, Yale Divinity School, Februar 2006

Miroslav Volf (* 25. September 1956 in Osijek, Jugoslawien, heute Kroatien) ist ein einflussreicher kroatischer evangelikaler, anglikanischer Theologe, bekannt für seine Arbeiten innerhalb der Systematischen Theologie. Aufgrund seiner Erfahrungen im Kroatienkrieg hat er eine Theologie der Vergebung und Gewaltlosigkeit entwickelt. Gegenwärtig hat er die Henry B. Wright-Professur für Systematische Theologie an der Yale University inne und ist Direktor des Yale Center for Faith and Culture, das er auch gegründet hat.

## Leben

### Kindheit und Jugend
Volf wurde im kroatischen Osijek geboren und wuchs im kommunistischen Jugoslawien als Sohn eines Pastors einer Pfingstkirche auf. Nach eigener Aussage lebte die Familie in einfachen Verhältnissen und seine Eltern erfuhren aufgrund ihres christlichen Glaubens politischen Druck von Seiten der jugoslawischen Regierung. Volf beschreibt seine Familie rückblickend als Teil einer Minderheit (der Pfingstkirche), die wiederum einer Minderheit (der Kirche in Jugoslawien) angehörte.
In Interviews beschreibt Volf seine Eltern als stark gläubige Menschen, deren Leben geprägt war von Integrität, hingebungsvollem Glauben und dem Streben nach einem gottgefälligen Leben, obwohl sie in widrigen politischen und sozialen Umständen lebten. Er berichtet davon, dass seine Familie viel Unrecht erlebte; u. a. kam Volfs Bruder im Alter von 5 Jahren durch das fahrlässige Handeln eines Soldaten der jugoslawischen Armee ums Leben. Laut Volf haben seine Eltern in ihrem Glauben die Kraft gefunden dem Soldaten zu vergeben. Die Erfahrungen seiner Eltern und ihr Umgang damit, sowie ihre Religiosität sind für Volf laut eigener Aussage ein wichtiger Einfluss gewesen. Er führt sein eigenes Interesse am christlichen Glauben darauf zurück, dass er mit Vorbildern aufgewachsen sei, die ihm ein authentisches Christsein vorgelebt haben. Insbesondere die Haltung und Praxis der Vergebung, die er bei seinen Eltern kennen gelernt habe, beeinflussten sein eigenes Konzept von Vergebung, das er später als Theologe bearbeitete.
Volf selbst erlebte eigener Aussage nach seine Schulzeit als Außenseiter, da er der einzige bekennende Christ an seiner Schule gewesen sei. Als Jugendlicher wurde er stark beeinflusst durch seinen späteren Schwager Peter Kuzmić, einem führenden osteuropäischen evangelikalen Theologen, der unter anderem das evangelisch-theologische Seminar in Osijek gegründet hatte, an dem Volf später seinen Bachelor machte.

### Akademische Laufbahn
Volf absolvierte 1977 einen Bachelor-Abschluss an der evangelisch-theologischen Fakultät (Evangelical Theological Faculty) in Osijek (Kroatien) mit der Auszeichnung summa cum laude. Ein Jahr später absolvierte er einen Master-Abschluss am Fuller Theological Seminary in Pasadena (Kalifornien), ebenfalls ausgezeichnet mit summa cum laude.
Von 1979 bis 1991 lehrte er am evangelisch-theologischen Seminar in Osijek, zunächst als Dozent und später als Professor für systematische Theologie. Von 1984 bis 1989 war er gleichzeitig Herausgeber einer christlichen Zeitschrift. 1986 wurde ihm der Titel Doktor der Theologie durch die Universität Tübingen verliehen, sein Doktorvater ist Jürgen Moltmann. Auch für seine Doktorarbeit erhielt er die Auszeichnung summa cum laude. Ab 1991 lehrte er als Associate Professor systematische Theologie am Fuller Theological Seminary, wo er bereits seinen Master-Abschluss erworben hatte. Im Jahr 1994 folgte die Habilitation unter Jürgen Moltmann an der Universität Tübingen (ohne Auszeichnung). 1997 wurde er Professor für systematische Theologie am Fuller Theological Seminary. 1998 erhielt er die Henry B. Wright-Professur für systematische Theologie an der Yale Divinity School in New Haven (Connecticut), die er bis heute innehat. 2003 gründete er das Yale Center for Faith and Culture an der Yale Divinity School, dessen Leiter er bis heute ist.
Volf engagiert sich zudem bei ökumenischen und interreligiösen Gesprächen, um sich theologischen und gesellschaftlichen Herausforderungen der Gegenwart zu stellen. So war er 2015 Hauptreferent der Studientage des Instituts für ökumenische Studien der Universität Fribourg und des Studienzentrums für Glaube und Gesellschaft.

### Eigene Erfahrungen mit Krieg und Gewalt
Zwischen dem Master of Arts 1979 und dem Doktorat an der Universität 1986 leistete Volf in Jugoslawien Militärdienst, wo er aufgrund seines christlichen Glaubens und seines Auslandsstudiums starken Pressionen ausgesetzt war. Er berichtet in Interviews davon, dass er als Spion galt und monatelang beobachtet und unter starkem psychischem Druck verhört wurde. Diese Erfahrungen verarbeitete er theologisch in seinem Buch The End of Memory: Mistreatment, Memory, Reconciliation.
1991 – Volf lehrte am evangelisch-theologischen Seminar Osijek – musste das gesamte Seminar aufgrund der Jugoslawienkriege aus Osijek fliehen und kam in ein abgelegenes Pfarrhaus in Slowenien, wo Volf mit seiner Frau und sechs Studierenden in einem Raum lebte, während sie im Fernsehen militärische Angriffe auf Osijek verfolgten. Volf selbst gehörte nicht zu den Konfliktparteien innerhalb der Bevölkerung, die sich während des Krieges in katholisch-kroatisch noch serbisch-orthodox spalteten, da er einer traditionell pazifistischen Freikirche angehörte. Jedoch erlebte er, wie sich seine Studierenden und sein persönliches Umfeld durch den Krieg in Serben und Kroaten spalteten.
Diese ethnischen Konflikte, die Erfahrungen mit Krieg, Gewalt und Unrecht prägen Volfs Theologie bis heute. Er nennt seine persönlichen Erfahrungen und den Versuch mit dem eigenen Wunsch nach Vergeltung umzugehen als Grund für seine theologische Auseinandersetzung mit Themen wie Unrecht, Gewalt und Vergebung. Er habe von seinen frühen Vorbildern (v. a. von seinen Eltern) gelernt, was er später in seinen theologischen Arbeiten zur Vergebung den Willen zur Umarmung (will to embrace) nennt.

## Theologie
Volf versteht Theologie als Artikulation einer Lebensform. Darum ist sein theologisches Schreiben immer von einem Sinn der Einheit von systematischer Theologie und Bibelauslegung, von Dogmatik und Ethik und von Kirchentheologie (z. B. Karl Barth und später Stanley Hauerwas) und politischer bzw. öffentlicher Theologie (z. B. Jürgen Moltmann und David Tracy) geprägt. Seine Beiträge zur Theologie betreffen das aktuelle Zeitgeschehen: er schreibt z. B. über die menschliche Arbeit, das Wesen der christlichen Gemeinschaft, das Problem der Andersartigkeit, Gewalt und Versöhnung, die Frage der Erinnerung und die öffentliche Rolle des Glaubens. Aber in all seinen Schriften versuchte er, die Gesamtheit der christlichen Überzeugungen für die jeweils behandelten Themen geltend zu machen.

### Christlicher Glaube und Wirtschaft
Die erste Phase von Volfs akademischer Arbeit begann mit seiner Dissertation und dauerte bis in die achtziger Jahre. Damals ging es ihm um das Verhältnis von christlichem Glauben und Wirtschaft, insbesondere um Wesen und Zweck der menschlichen Alltagsarbeit. In seiner Dissertation, veröffentlicht als Zukunft der Arbeit, Arbeit der Zukunft: Der Marxsche Arbeitsbegriff und seine theologische Wertung (1988), lieferte er sowohl einen theologische Beitrag zu einer kritischen Bewertung der Marxschen Philosophie, als auch einen wissenschaftstheoretischen Beitrag zum Marxismus selbst (insbesondere zum Einfluss Feuerbachs auf Marx’ Theorie der ökonomischen Entfremdung und zu den Affinitäten zwischen den Ideen des späten Fichte und Marx’ Konzeptualisierung der kommunistischen Gesellschaft).
Die Dissertationsschrift formuliert eine alternative Theologie der Arbeit, die in der Ekklesiologie und Eschatologie statt in der Schöpfungs- oder Heilslehre begründet ist und somit mit der Dritten Person der Trinität in Verbindung steht. Volf bricht also mit der langen Tradition protestantischen Denkens über die Arbeit als „Berufung“ (sowohl Luther und Calvin als auch Puritaner und spätere Theologen, darunter Karl Barth) und schlägt „Charisma“ als die zentrale theologische Kategorie vor, mit deren Hilfe die menschliche Arbeit zu verstehen ist. Diese Denkrichtung bietet eine theologische Darstellung der Arbeit in zeitgenössische Gesellschaften, in denen Menschen im Laufe ihres Lebens verschiedenen Arten von Arbeit nachgehen und eine Vielzahl von Diensten in der Kirche ausüben.
Aufgrund seiner wissenschaftlichen Arbeit über Glauben und Wirtschaft war Volf auch einer der Hauptverfasser der Oxford-Erklärung zur Frage von Glaube und Wirtschaft (1990), die auf einer Konferenz im Jahr 1990 vor einem breiten Spektrum christlicher Theologen, Philosophen, Ethiker, Wirtschaftswissenschaftler, Entwicklungshelfer und Politologen vorgetragen wurde (Gerechtigkeit, Geist und Schöpfung. Die Oxford-Erklärung zur Frage von Glaube und Wirtschaft, eds. Herman Sauter and Miroslav Volf, 1992; Christianity and Economics in the Post-Cold War Era: The Oxford Declaration and Beyond, ed. H. Schlossberg, 1994).

### Trinität und Gemeinschaft
1985 wurde Volf Mitglied der pfingstlerischen Seite des offiziellen römisch-katholischen und pfingstlerischen Dialogs, damals zum Thema communio. Zusammen mit Peter Kuzmič verfasste Volf das erste Positionspapier. Im letzten Jahr des Dialogs (1989) verfasste er zusammen mit Hervé Legrand, damals Professor am Institut Catholique in Paris, das gemeinsame Schlussdokument („Perspectives on Koinonia“). Dieses intensive ökumenische Engagement war eines der Auslöser dafür, dass Volf damit begann die Beziehung zwischen der Kirche als Gemeinschaft und der Dreifaltigkeit theologisch zu untersuchen und zum Thema seiner Habilitationsschrift machte.
Die Habilitation wurde 1996 unter dem Titel Trinität und Gemeinschaft: Eine Ökumenische Ekklesiologie publiziert. Darin versucht Volf zu zeigen, dass eine freikirchliche Ekklesiologie eine theologisch legitime Form der Ekklesiologie ist (eine Aussage, die sowohl von römisch-katholischer als auch von orthodoxer Seite bestritten wird), indem er die ursprünglich eher individualistische Ekklesiologie der Freikirchen, die sich ganz auf die Herrschaft Christi konzentriert, um einen robusteren gemeinschaftlichen Charakter erweitert. Dieser gemeinschaftliche Aspekt ist bei Volf an die gemeinschaftliche Natur Gottes – und damit an die Trinität – zurückgebunden. An seinen Gesprächspartnern Joseph Ratzinger (katholisch) und Johannes Zizioulas (orthodoxer Bischof) kritisiert Volf, dass sie den gemeinschaftlichen Charakter der Kirche in hierarchischen trinitarischen Beziehungen begründen. Volfs Alternativvorschlag ist eine nicht-hierarchische Darstellung der Kirche als eine Gemeinschaft, die sich ganz in einem egalitären Verständnis der Trinität gründet.
Parallel zu diesen internen ekklesiologischen Fragen im Horizont ökumenischer Anliegen untersuchte Volf das Wesen der Präsenz und des Engagements der Kirche in der Welt. In einer Reihe von Aufsätzen entwickelt er eine Theorie über die Präsenz der Kirche in der Welt als „weiche“ und „innere“ Differenz – einmal im Gegensatz zur „harten“ Differenz typisch separatistischer (oft täuferischer) und transformatorischer (oft reformierter) Positionen, zum anderen im Gegensatz zur „abgeschwächten Differenz“ derjenigen, die dazu neigen, Kirche und Kultur miteinander zu identifizieren (oft katholische und orthodoxe Positionen). Diese Position hat er in A Public Faith (2011) aufgegriffen und weiterentwickelt. Er fasst sie wie folgt zusammen: „Christliche Identität in einer bestimmten Kultur ist immer ein komplexes und flexibles Netzwerk von kleinen und großen Verweigerungen, Divergenzen, Subversionen und mehr oder weniger radikalen und umfassenden Alternativvorschlägen, umgeben von der Akzeptanz vieler kultureller Gegebenheiten. Es gibt nicht die Möglichkeit, sich auf eine bestimmte Kultur als Ganzes oder sogar auf ihre dominante Stoßrichtung zu beziehen; es gibt nur zahlreiche Möglichkeiten, verschiedene Aspekte einer bestimmten Kultur von innen heraus zu akzeptieren, zu transformieren oder zu ersetzen“.

### Von der Ausgrenzung zur Umarmung (Exclusion and Embrace)
Am besten bekannt ist Volf für sein Werk Exclusion and Embrace: A Theological Exploration of Identity, Otherness, and Reconciliation (1996; 2., überarbeitete Auflage 2019), im Deutschen als Von der Ausgrenzung zur Umarmung: Versöhnendes Handeln als Ausdruck christlicher Identität (2013) erschienen, wofür er 2002 den Grawemeyer-Preis für Religion gewann. Das Buch geht auf einen im Jahr 1993 in Berlin gehaltenen Vortrag zurück, in dem Volf eingeladen war die damals in seinem Heimatland wütenden, von ethnischen Säuberungen geprägten Jugoslawienkriege theologisch zu reflektieren.
Exclusion and Embrace befasst sich mit den Herausforderungen der Versöhnung in Kontexten anhaltender Feindschaft, in denen keine klare Grenze zwischen Opfern und Tätern gezogen werden kann und in denen die Opfer von heute zu den Tätern von morgen werden. Die Metapher der „Umarmung“, die Volf als Alternative zur „Befreiung“ vorschlägt, ist die zentrale Kategorie des Buches. Sie ist durch zwei Schlüsselpositionen gekennzeichnet: großzügiges Handeln gegenüber dem Täter und die Aufrechterhaltung durchlässiger Grenzen flexibler Identitäten. Obwohl es sich um eine Modalität der Gnade handelt, steht Umarmung nicht im Gegensatz zur Gerechtigkeit; im Gegenteil: Umarmung setzt Wahrheit und Gerechtigkeit voraus. Umarmung steht auch nicht im Gegensatz zur Aufrechterhaltung von Grenzen, sondern geht vielmehr davon aus, dass die Grenzen des Selbst zwar aufrechterhalten werden müssen, aber zugleich durchlässig sein sollten. Nur dann kann sich das Selbst – ohne ausgelöscht zu werden – auf eine Reise in Versöhnung und gegenseitiger Bereicherung mit dem Anderen begeben. Der Vater in der Geschichte des verlorenen Sohnes ist für Volf ein Beispiel für diese Haltung. Vor allem aber wird diese Haltung durch den Tod Christi am Kreuz für die Gottlosen veranschaulicht. Der Kreuzestod Christi ist somit ein Öffnen der Arme Gottes. Die Solidarität mit den Opfern, die in der Kreuzestheologie seines Lehrers Jürgen Moltmanns im Mittelpunkt steht, wird in dieser Leitmetapher zwar aus dem Zentrum gerückt; sie bleibt für Volf aber dennoch ein zentraler Aspekt der Umarmung der Menschheit durch Gott.
Für Volf ist die Praxis der Umarmung letztlich in Gottes trinitarischem Wesen begründet. Die trinitarischen Grundlagen seines Vorschlags greifen auf sein Programm der sozialen Trinitätslehre zurück, welches sowohl eine Korrespondenz zwischen Gottes trinitarischer Natur und den menschlichen Beziehungen postuliert, als auch die unauslöschlichen Grenzen solcher Korrespondenzen untermauert. Weil der Mensch nicht Gott und nicht sündenlos ist, muss die menschliche Umarmung immer eine eschatologische Kategorie sein. In seinem Aufsatz „The Final Reconciliation: Reflections on a Social Dimension of the Eschatological Transition“ (2008) argumentiert Volf darum, dass das Jüngste Gericht als die endgültige Versöhnung verstanden werden sollte, in der das Gericht nicht beseitigt, sondern als ein unverzichtbares Element der Versöhnung, als ein Portal in die Welt der Liebe, eingeschrieben wird.

## Privates
Volf wuchs auf als Mitglied der pfingstlerischen evangelischen Kirche von Kroatien. In den Vereinigten Staaten trat er erst der Presbyterian Church bei und ist heute Mitglied der Episcopal Church. Er war verheiratet mit Judith Gundry, mit der er zwei Söhne adoptierte. Er ist in zweiter Ehe verheiratet mit Jessica, mit der er eine leibliche Tochter Mira hat.

## Werke
Am bekanntesten ist sein Buch Exclusion and Embrace (deutsch: Von der Ausgrenzung zur Umarmung), er behandelt darin Themen wie Ausgrenzung, Gewalt, Vergebung und Versöhnung aus christlicher Perspektive. Grundlegend dabei ist für Volf Gottes Bundesschluss mit den Menschen und eine aktualisierte Auslegung des Gleichnisses Jesu vom verlorenen Sohn, worin der barmherzige Vater auf beide Söhne zugeht, seine Hände ausbreitet und sie umarmen will. Exclusion and Embrace wurde von Christianity Today zu einem der 100 besten religiösen Bücher des 20. Jahrhunderts gewählt.
Kroatisch:
- I Znam da sunce ne boji se tame. Teoloske meditacije o Santicevu vjerskom pjesnistvu (englisch: „The Sun Is Not Afraid of the Darkness.“ Theological Meditations on the Poetry of Aleksa Santic) Osijek: Izvori, 1986.

Englisch:
- For the Life of the World: Theology That Makes a Difference, zusammen mit Matthew Croasmun, Brazos Press, 2018.
- Flourishing: Why We Need Religion in a Globalized World, Yale University Press, 2016.
- Allah: A Christian Response New York: HarperCollins, 2011.
- A Public Faith: How Followers of Christ Should Serve the Common Good. Grand Rapids: Brazos Press, 2011.
- The End of Memory: Mistreatment, Memory, Reconciliation, 2006.
- Free of Charge: Giving and Forgiving in a Culture Stripped of Grace New York: Zondervan, 2005.
- After Our Likeness: The Church As The Image Of The Trinity Grand Rapids: Wm. B. Eerdmans, 1998.
- A Passion for God's Reign. Theology, Christian Learning, and the Christian Self (ed.) Grand Rapids: Eerdmans, 1998.
- A Spacious Heart. Essays on Identity and Belonging (with Judith M. Gundry-Volf) Harrisburg: Trinity Press, 1997.
- The Future of Theology. Essays in Honor of Jürgen Moltmann (ed. with T. Kucharz and C. Krieg) Grand Rapids: Eerdmans, 1996.
- Exclusion and Embrace. A Theological Exploration of Identity, Otherness, and Reconciliation Nashville: Abingdon, 1996.
- Work in the Spirit. Toward a Theology of Work New York: Oxford University Press, 1991.

Deutsche Übersetzungen:
- mit Matthew Croasmun: Für das Leben der Welt. Ein Manifest zur Erneuerung der Theologie, 2019, ISBN 978-3-402-12227-3.
- Zusammen Wachsen. Globalisierung braucht Religion, Gütersloh: Gütersloher Verlagshaus, 2017, ISBN 978-3-579-08679-8.
- Öffentlich glauben in einer pluralistischen Gesellschaft, Marburg: Francke, 2015, ISBN 978-3-86827-538-4.
- Umsonst. Geben und Vergeben in einer gnadenlosen Kultur, Giessen: Brunnen, 2012, ISBN 978-3-7655-1185-1.
- Von der Ausgrenzung zur Umarmung. Versöhnendes Handeln als Ausdruck christlicher Identität, Marburg: Francke, 2012, ISBN 978-3-86827-355-7.
- Theologie auf dem Weg in das dritte Jahrtausend, Gütersloh: Christian Kaiser, 1996.
- Trinität und Gemeinschaft. Eine ökumenische Ekklesiologie, Mainz/Neukirchen-Vluyn: Grünewald/Neukirchener, 1996.
- Wir sind die Kirche! : Eine ökumenische Untersuchung über Kirche als Gemeinschaft.
- Gerechtigkeit, Geist und Schöpfung. Die Oxford-Erklärung zur Frage von Glaube und Wirtschaft, Hrsg. mit Hermann Sautter, Brockhaus, Wuppertal 1992.
- Zukunft der Arbeit -- Arbeit der Zukunft. Der Arbeitsbegriff bei Karl Marx und seine theologische Wertung, Christian Kaiser, München/Mainz 1988.